# Joan Ribalta

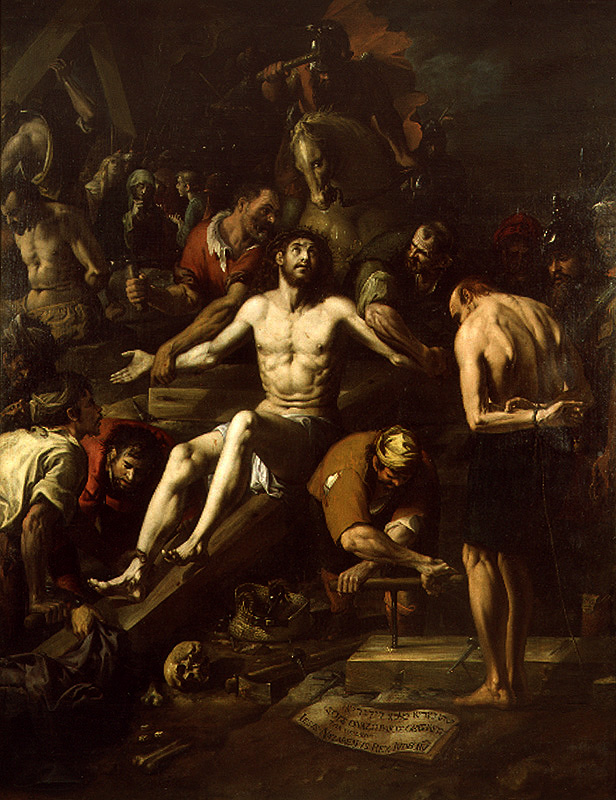
Preparatius per a la crucifixió, oli sobre llenç, 310 x 237, Museu de Belles Arts de València. Signat per Juan Ribalta el 1615, als divuit anys.

Joan Ribalta (Madrid, 1596-València, 1628) fou un pintor valencià del barroc, fill de Francesc Ribalta, amb qui es va formar, col·laborant en alguns dels treballs paterns i compartint el seu estil, per la qual que les seues obres sovint s'han confós, encara que ja Antonio Palomino advertia que «la manera del pare va ser més definida, i la del fill una mica més solta, i colpejada».

## Biografia i obra
Fill de Francesc Ribalta i d'Inés Pelayo, naix a Madrid cap a finals de 1596 o principis de 1597. La seua família es traslladà a València el 1599 i poc després, el 1601 quedaria orfe de mare.
Passaria la seua infància entre la ciutat de València i Algemesí, segons on treballés son pare. El seu aprenentatge al taller patern fou ràpid, es va revelar com un artista precoç en signar el 1615, declarant comptar divuit anys, el gran llenç Preparatius per a la Crucifixió, pintat per a Sant Miquel dels Reis i avui al Museu de Belles Arts de València. Encara que poden advertir-se en ell vincles amb l'obra del mateix tema pintada trenta anys enrere pel seu pare, es tracta d'una obra estilísticament més avançada, amb un llenguatge plenament naturalista i una tècnica de pinzellada abreujada en algunes zones que serà característica peculiar del seu estil. Només un any més tard va haver de pintar els petits llenços de la predel·la d'un altar per a la confraria del Roser a la parròquia de Torrent, molt elogiats per Palomino, on els ensenyaments paternes es fonen amb les influències de Pedro Orrente, arribat a València aquest mateix any 1616 per pintar el Sant Sebastià de la catedral. L'assimilació de les maneres orrentianes es fan paleses en l'Adoració dels pastors (Museu de Belles Arts de Bilbao), de to anecdòtic i pastoral, pintada amb tècnica de miniaturista i vibrants pinzellades al revers d'una làmina de coure amb un gravat, signat, en el qual, amb tècnica més de dibuixant que de gravador, va representar la predicació d'un frare. En aquesta obra deixa veure els que serien els elements constitutius del seu estil, ús d'una coloració càlida i tons torrats potenciats per la preparació rogenca del llenç) i una complaença en el detall a base de petits tocs de pinzell.
Ribalta es mostrà atent a les vicissituds generades pel Col·legi de Pintors, se'n matriculà el 27 de setembre de 1617. De l'any següent és el Sant Jeroni, de l'Acadèmia de Belles Arts de Barcelona i dipositat al MNAC, obra clau per fixar el seu estil en la qual, malgrat prendre com a model el conegut gravat de Durer, la figura del sant respon a un tipus molt personal i gairebé vulgar en el seu cru naturalisme.

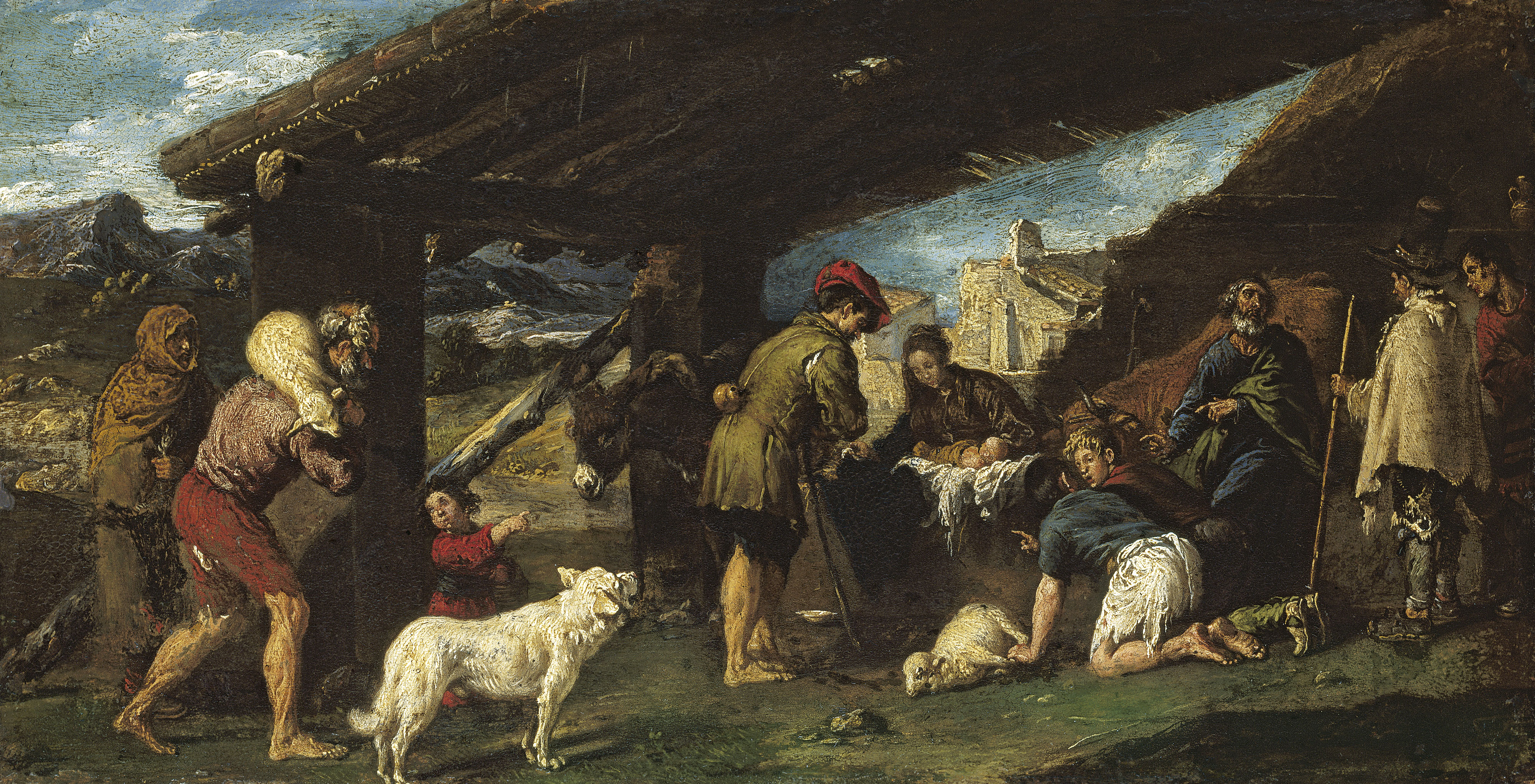
Adoració dels pastors, oli sobre coure, 15 x 29 cm. Museu de Belles Arts de Bilbao. Pintada al revers d'una planxa de coure amb una exquisida i precisa factura de miniaturista i alegre colorit d'arrel veneciana bassanesca.

De la seua acurada educació poden donar testimoni els versos que va escriure per al certamen amb què es va celebrar a València, el 1618, la beatificació de Tomàs de Villanueva, publicats en 1620, i els elogis que li va dedicar el poeta Gaspar d'Aguilar. És possible que a aquestes relacions amb el món intel·lectual valencià s'hagi la sèrie de 28 retrats d'eminents valencians que va posseir Dídac de Vich amb atribució a Joan Ribalta, donats el 1641 al monestir de la Murta (Alzira) i traspassats al Museu de Belles Arts, encara que l'autoria de la sèrie íntegra no es pugui sostenir. El document de donació de la col·lecció de Dídac de Vic al monestir de la Murta permet comprovar, a més, que Joan va conrear també altres gèneres dels que cap mostra s'ha conservat, com el bodegó i la pintura de gènere, esmentant entre obres de Paul Brill, Orrente i altres, uns llenços atribuïts a Joan Ribalta d'un Plat de raïm, un Homenet que saluda i un altre anomenat de Els pícars que juguen, a més d'una Santa Cecília o la Música de pare i fill.

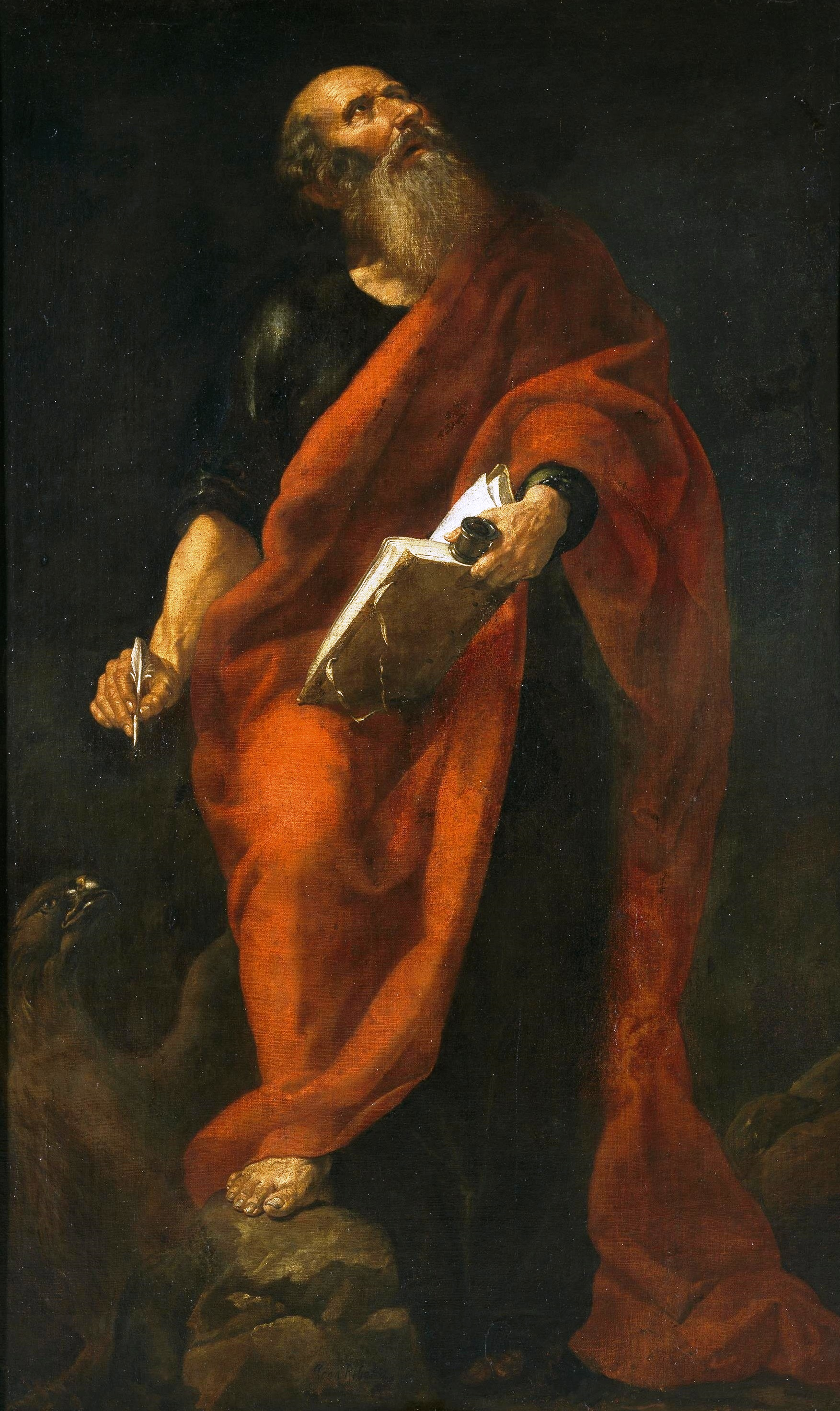
Sant Joan, oli sobre llenç, 182 x 113 cm., Museu del Prado.

Al febrer de 1618, amb motiu d'un plet entaulat pel seu pare, que es negava a ocupar el càrrec d'almoiner per les seues moltes ocupacions, se li va preguntar a Francesc Ribalta si no era veritat que el seu fill Joan «va ordinàriament vestit de seda i vestits costosos, i sol portar una cadena d'or al coll, i porta d'ordinari un criat que va després d'ell». El síndic, volent demostrar la solvència econòmica del pare, va voler saber també si no era cert que Joan «treballa i pinta molt hàbil i destrament, guanyant molts ducats per al seu pare», cosa que aquest va negar, afirmant que havia gastat molt en la seua educació i que només ara començava a saber pintar, a més que volia fer-ho per a si mateix, estant pròxim a casar-se, el que va fer l'abril d'aquest any, contraient matrimoni amb Mariana Roca de la Serna, vídua d'un doctor en medicina i amb una posició social avantatjada, posant amb tot això de manifest les aspiracions socials del pintor.
La seua independència professional no va significar desvincular-se del taller patern on va haver d'assumir a partir d'aquestes dates un major protagonisme. Per fer front als compromisos del taller amb el bisbe de Sogorb Pere Ginés de Casanova, va marxar cap a 1619 a l'àrea de Sogorb en unió del seu cunyat Vicent Castelló i en companyia de Abdó Castanyeda, formant un equip que va treballar en anys successius a Xèrica i a la cartoixa de Valldecrist, a més de la mateixa localitat de Sogorb on van pintar dos quadres avui perduts per la seua catedral i els altars del monestir d'agustines de Sant Martí, on pertanyia a Joan el gran llenç del titular del seu retaule major, cremat el 1936. El 1621 contracten amb el bisbe Pere Ginés de Casanova les pintures de les portes del retaule de l'església d'Andilla amb escenes de la vida de la Verge d'Andilla. Per aquesta tasca els tres membres de l'equip cobraran esglaonadament entre 1622 i 1626, corresponent el darrer pagament a Joan el 1624. Obra feta en col·laboració, només un dels grans llenços d'aquest encàrrec, el de la Presentació de la Verge, està signat per ell, podent correspondre també els llenços de l'Abraçada a la porta daurada, Visitació i Circumcisió. Hi és encara molt viu el record de l'escorialenc, molt especialment en el citat de la Presentació de la Verge on és clara l'evocació del fresc de Pellegrino Tibaldi en el claustre del monestir de l'Escorial, el que ha fet pensar que els dissenys per al conjunt foren proporcionats pel pare, el «cap oficial del taller»; però la supervisió general de l'encàrrec i l'execució, si més no, de la signada Presentació és, sens dubte, la característica del fill, amb la seia tècnica de pinzellada precisa i menuda.
Cap a 1624 coneix les teles pintades per son pare per als caputxins, fet que contribueix a enriquir la seua pintura, més sòbria en consonància amb el major to naturalista amb què pinta Francesc. A aquest moment han de pertànyer els quatre evangelistes aparellats en dos llenços del Museu del Prado, atribuïts en alguna ocasió el pare, i el monumental Sant Joan Evangelista, signat, del mateix museu, el fort accent tenebrista podria posar-se en relació amb les últimes obres paternes. Consta que almenys des del gener de 1627 es trobava de nou a València, on va cobrar per una Mare de Déu pintada per la comtessa de Cocentaina. Encara que no consta documentalment, sembla probable que col·laborés en la realització del retaule major de l'església de la cartoixa de Portacoeli, contractat pel seu pare el 1624, advertint la seua mà al Sant Pere d'una de les portes del transagrari.
El gener de 1628, a la mort del seu pare, va entaular plet contra el seu germana Mariana, monja professa, al·legant que ja havia rebut amb la dot la seua part de l'herència. Només nou mesos després, el 9 d'octubre, moria també Joan, a causa probablement d'una epidèmia de tifus, nomenant marmessors l'escultor Joan Miquel Orliens i al seu cunyat Vicent Castelló. Va sert enterrat a la parròquia dels Sants Joans de la ciutat de València, junt amb el seu pare. La seua mort prematura als 32 anys va evitar que poguera continuar desenvolupant la seua obra artística.